# Оргтехстрой
Оргтехстро́й — проектно-технологический трест технологии и организации строительства, одна из крупнейших проектировочно-строительных организаций на территории Советской Прибалтики. Трест находился по адресу: Ганибу дамбис, 17а.

## История
«Оргтехстрой» был основан в 1961 году, когда в Советском Союзе начиналось интенсивное развитие системы градостроительства и принципов претворения в жизнь технических инноваций в этой области. Уже позже, в 1970 году, одним из первых в СССР сформировал экспериментальную базу для производства средств малой механизации. Также «Оргтехстрой» считался базовой организацией по разработке передовых технологий производства бетона во всём Советском Союзе, что также существенно повышало репутацию этого проектно-технологического объединения. Следует отметить, что отдел Оргтехстроя, который ведал разработкой новаторских методов производства бетона и внедрением их в процесс непосредственной укомплектовки железобетонных конструкций, носил название «Ригабетон» и также являлся довольно известным во всём пространстве СССР.
В 1972 году на предприятии был создан экспериментальный отдел по разработке и внедрению в строительство изделий из стеклопластика — этот отдел изучал возможности применения в строительстве этого материала в самом широком смысле. Те технологии, которые были разработаны в рижском «Оргтехстрое» в 1970-е, дали возможность применения стеклопластика в других отраслях промышленного производства; например, в период до 1987 года, в рамках деятельности этого экспериментального отдела было изготовлено более 80 стеклопластиковых корпусов для бобслейных саней. Также в «Оргтехстрое» был разработан ряд новаторских методов и технологий, которые в 70-е и 80-е годы успешно внедрялись в остальных советских республиках, в том числе и в Литовской ССР, Эстонской ССР и даже в России.
Из архитектурных разработок, которые были осуществлены в проектировочном бюро треста «Оргтехстрой», следует отметить:
- серию 18-этажных жилых домов на территории рижского микрорайона Пурвциемс, которые были построены с новаторским применением монолитного железобетона;
- здание универмага «Доле»;
- больничный комплекс «Гайльэзерс» (1973—1979);
- первую очередь Центра радио и телевидения на острове Закюсала.

В 1986 году строительный объём треста составил 1 600 000 рублей.
В 1990-е годы трест «Оргтехстрой» прекратил своё существование.